# Anders Lee
Anders Mark Lee (Edina, 3 luglio 1990) è un hockeista su ghiaccio statunitense.

## Palmarès

### Mondiali
- 1 medaglia:
  - 1 bronzo (Repubblica Ceca 2015)

## Famiglia
Lee è il cugino del linebacker dei New Orleans Saints Ryan Connelly.